# Опітер Вергіній Трікост
Опітер Вергіній Трікост (лат. Opiter Verginius Tricostus; ? — 486 до н. е.) — політичний та військовий діяч часів ранньої Римської республіки, консул 502 до н. е.

## Життєпис
Походив з патриціанського роду Вергініїв. Син Опітера Вергінія Трікоста. Про молоді роки мало відомостей.
Брав участь у вигнанні царя Тарквінія Гордого з Риму, згодом боровся проти повернення Тарквініїв до Риму та з етруським царем Порсеною. У 502 до н. е. його обрано консулом разом з Спурієм Кассієм Вісцеліном. Разом з колегою атакував місто племені аврунків Помецію. Перший штурм виявився невдалим й римляни відступили до Риму. Лише з другого штурму Вергіній із Кассієм зуміли захопити Помецію. За цей сенат надав їм право на тріумф.
У 490-х до н. е. брав участь у захопленні міста латинян Камерії. У 496 до н. е. був учасником перемоги римлян над латинським союзом при Регілленському озері. У 486 до н. е. його обрано військовим трибуном, звитяжно бився проти племені вольсків, але загинув у цій війні.

## Родина
- Прокул Вергіній Трікост Рутил, консул 486 до н. е.
- Опітер Вергіній Есквілін, консул-суффект 478 до н. е.